# عصبة التحرر الوطني في فلسطين
عصبة التحرر الوطني في فلسطين، كان حزبًا سياسيًا في فلسطين الانتدابية تأسس في أوائل عام 1944 من قبل الأعضاء العرب في الحزب الشيوعي الفلسطيني (الذي شهد انشقاقًا بين الأعضاء اليهود والعرب في العام السابق)، بولس فرح وأتباعه، و«المثقفين المتطرفين والنقابيين الآخرين».

## التاريخ
كان من بين المؤسسين فؤاد نصار وسامي الغضبان وإميل حبيبي ومفيد النشاشيبي وإميل توما. للحزب صحيفة هي الاتحاد في حيفا وهي لا تزال قائمة. كان الحزب العربي الفلسطيني الوحيد الذي يدعم خطة التقسيم للأمم المتحدة عام 1947، تمشيًا مع الموقف الرسمي للاتحاد السوفيتي.

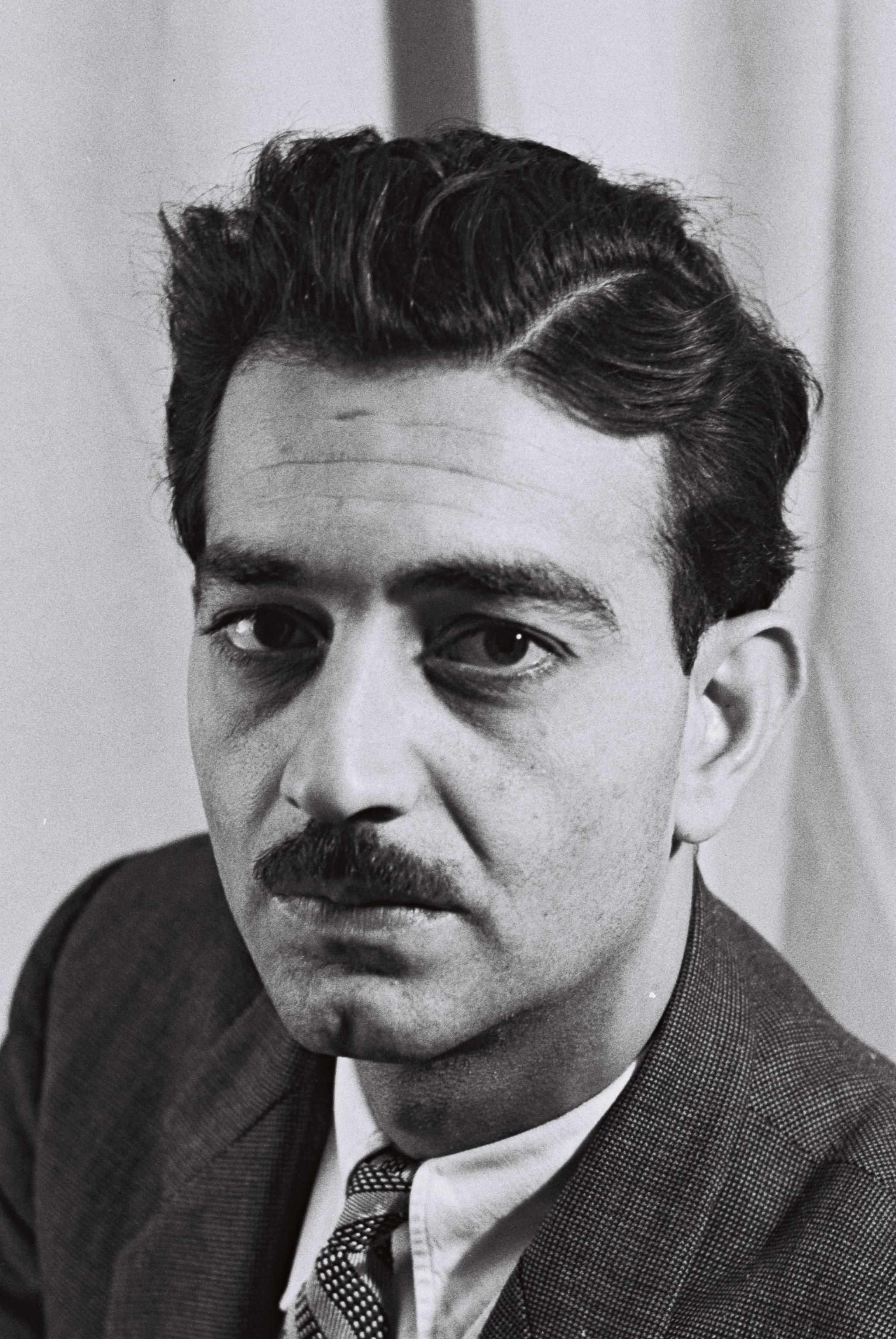
إميل حبيبي
فؤاد نصار
سامي الغضبان

## بعد قرار التقسيم
برغم انشقاق "عصبة التحرر الوطني في فلسطين" عام 1943 عن "الحزب الشيوعي الفلسطيني" لتكوين حزب عربي، إلا أن العصبة ميزت بين الصهيونية والسكان اليهود وإعتبرت بأن طرد الكولونيالية الإمبريالية البريطانية والتحرر الوطني يتطلب نضالا مشتركًا. تأرجح موقف العصبة من قرار تقسيم فلسطين الصادر في 29 تشرين الثاني نوفمبر 1947، بدايةً عارضته ورأت فيه إجحافًا كبيراً بالحقوق الوطنية للشعب الفلسطيني. إلا أن تصويت الاتحاد السوفيتي لصالح التقسيم وتبعية الأحزاب الشيوعية له، ساهم في إنسجام موقف العصبة -شأنها شأن الحزب الشيوعي العراقي والسوري واللبناني- مع موقف الاتحاد السوفييتي. بقيت العصبة تعارض قرار التقسيم حتى عقد مؤتمر اللجنة المركزية للعصبة في الناصرة في شهر شباط فبراير 1948، عندما صوت البعض ضد قبول مشروع التقسيم وكان منهم: رشيد الهباب وعصام عباسي ومحمد سليم موسى وعوني الناشف ومحمد نصر ومفيد النشاشيبي ومخلص عمرو وخليل البديري، موسى الدجاني. وصوت أخرون بقبول التقسيم وكان منهم: توفيق طوبي وإميل حبيبي وفؤاد نصار وفهمي السلفيتي ورشدي شاهين وحسن ابو عيشه. إثر ذلك إنسحب عدد من الأعضاء من العصبة ومنهم: بولس فرح، إميل توما، مفيد النشاشيبي، إبراهيم بكر، إبراهيم نصار، موسى قويدر، فخري مرقة، جريس أبو رمان وغيرهم.

ومن الأعضاء الذين لم يعارضوا التقسيم: صليبا خميس، حنا إبراهيم، عبد الله البندك
فائق وراد.

## بعد إعلان دولة إسرائيل
في أكتوبر 1948، بعد تشكيل إسرائيل، اندمج الحزب مع ماكي. ونظرًا لأن كلا من الشيوعيين العرب واليهود ما زالوا يأملون في إنشاء دولتين وفقًا لخطة التقسيم التابعة للأمم المتحدة، فقد تقرر دمج منظمات حزب ماكي وحزب عصبة التحرر الوطني في المناطق التي حددتها الأمم المتحدة لدولة يهودية، في حين أن حزب التحرر الوطني سيستمر في الوجود كحزب مستقل في المناطق التي كان من المفترض أن تكون جزءً من دولة عربية بموجب خطة الأمم المتحدة. تمت إضافة قادة الحزب إلى لجنة ماكي المركزية الموسعة. في الممارسة العملية سرعان ما توقف الحزب عن الوجود داخل إسرائيل باستثناء الاسم، وفي أبريل 1949، أسقطت صحيفة الاتحاد وصحيفتها الشقيقة العبرية، كول هعام، كل الإشارات إلى الحزب. في 20 يوليو 1949، دمرت مصر بقاياه الموجودة في غزة، واعتقلت 33 شخصًا. في عام 1951، انضم أعضاؤه في الضفة الغربية إلى الحزب الشيوعي الأردني.